# Известия Совета рабочих депутатов города Кременчуга и посада Крюкова
Известия Совета рабочих депутатов города Кременчуга и посада Крюкова — газета на русском языке, издававшаяся в городе Кременчуг (Украина) в 1905 году.

## История
В декабре 1905 года в Кременчуге был создан один из первых Советов рабочих депутатов на территории Украины. Совет начал издавать свою газету, «Известия Совета рабочих депутатов города Кременчуга и посада Крюкова». Первый номер вышел 22 декабря 1905 года. В тот же период состоялось первое заседание Совета, на котором была принята резолюция, осуждавшая Манифест 17 октября. После объявления в городе военного положения выпуск газет революционной направленности был запрещён. 